# Pogoń Siedlce (hokej na lodzie)
Pogoń Siedlce – polski klub hokeja na lodzie z siedzibą w Siedlcach. Rozwiązany w 1988 roku.

## Historia
Zespół działał jako sekcja klubu MKS Pogoń Siedlce. Zespół grał głównie w rozgrywkach II ligi oraz III ligi. Istniała także drużyna rezerwowa Pogoń II Siedlce. Pod koniec lat 70. na obiekcie Pogoni nie dysponowano rolbą, brak było zegarów, a szatnie były zlokalizowane ok. 300 m od tafli lodu. W sezonie 1987/1988 zespół występował jako Start Pogoń Siedlce. W trakcie I rundy sezonu drużyna nie rozegrała wszystkich dwumeczów (kilka odwołano), zaś po rozpoczęciu rundy rewanżowej, gdy na koncie nie miała ani jednego punktu, w styczniu 1988 została wycofana się z rozgrywek. Sekcja hokejowa Pogoni została rozwiązana w 1988. W 2008 powołano STH Siedlce, nawiązujący do tradycji klubu.

## Zawodnicy
Wychowankiem Pogoni był Wiesław Jobczyk, jeden z najwybitniejszych polskich hokeistów. Inni znani zawodnicy reprezentujący klub to: Ryszard Czerski, Jan Kępka, Zygmunt Ciok, Andrzej Miroński, Krzysztof Karaś, Antoni Wróbel, Albert Milatti, Krzysztof Kochanek.

## Sezony
- 1977: II liga – 6. miejsce w Grupie Północnej
- 1978: II liga – 4. miejsce w Grupie Północnej
- 1979: II liga – 10. miejsce, spadek
- 1980: III liga – ?
- 1981: III liga – awans
- 1982: II liga – 5. miejsce w Grupie Północnej
- 1983: II liga – 4. miejsce w Grupie Północnej
- 1984: II liga –
- 1985: II liga –
- 1986: II liga –
- 1987: II liga –
- 1988: II liga – 10. miejsce, wycofanie z rozgrywek, spadek